# Gare de Tōbu-dōbutsu-kōen
La gare de Tōbu-dōbutsu-kōen (東武動物公園駅, Tōbu-dōbutsu-kōen-eki) est une gare ferroviaire située à Miyashiro, dans la préfecture de Saitama au Japon. La gare est exploitée par la compagnie Tōbu.

## Situation ferroviaire
La gare est située au point kilométrique (PK) 41,0 de la ligne Tōbu Skytree. Elle marque le début de la ligne Tōbu Nikkō.

## Histoire
La gare de Tōbu-dōbutsu-kōen a été inaugurée le 27 août 1899 sous le nom de gare de Sugito (杉戸駅). Elle prend son nom actuel en 1981 à l'ouverture du parc zoologique Tōbu voisin.

## Service des voyageurs

### Accueil
La gare dispose d'un bâtiment voyageurs, avec guichets, ouvert tous les jours.

### Desserte
- Ligne Tōbu Skytree :
  - voies 2 et 3 : direction Kita-Senju (interconnexion avec la ligne Hibiya pour Naka-Meguro), Oshiage (interconnexion avec la ligne Hanzōmon pour Shibuya) et Asakusa
- Ligne Tōbu Nikkō : 
  - voie 4 : direction Minami-Kurihashi et Tōbu-Nikkō
- Ligne Tōbu Isesaki :
  - voie 5 : direction Kuki et Isesaki